# Talavera esyunini
Talavera esyunini là một loài nhện trong họ Salticidae.
Loài này thuộc chi Talavera. Talavera esyunini được Dmitri Viktorovich Logunov miêu tả năm 1992.